# ريتشارد إل. ويلسون
ريتشارد إل. ويلسون (بالإنجليزية: Richard L. Wilson)‏ هو صحفي أمريكي، ولد في 3 سبتمبر 1905 في غاليسبورغ في الولايات المتحدة، وتوفي في 18 يناير 1981 بسبب لمفوما.